# 口紅殺人事件
『口紅殺人事件』（くちべにさつじんじけん、While the City Sleeps）は、1956年のアメリカ合衆国のフィルム・ノワール。監督はフリッツ・ラング、出演ダナ・アンドリュース、ロンダ・フレミング、ジョージ・サンダース、ハワード・ダフ、トーマス・ミッチェル、ヴィンセント・プライス、ジョン・ドリュー・バリモア、アイダ・ルピノなど。脚本はケイシ―・ロビンソン。原作はチャールズ・エイゼンシュテインの1953年の小説『The Bloody Spur』。

## ストーリー
アパートで殺人事件が起き、現場には口紅で「おふくろに聞いてくれ」という文面が残されていた。これを受け、カイン通信社の社長は総力を挙げて事件の真相を突き止めるよう命じるも、志半ばで逝去する。
社長の息子・ウォルターが後を継ぐものの、経験がないため、専務の座を設ける。かくして、写真部長ハリー・クライッツァー、通信部長マーク・ラヴィング、新聞編集長ジョン・ディの三者の間で専務の椅子を賭けた競争がはじまり、先の口紅殺人事件で手柄を立てようとした。
犯行の動機や侵入経路の解明が進まない中、カイン通信社の記者エド・モーブレーが恋人である通信部長の秘書ナンシー・リゲットのアパートを訪れた際に、侵入経路のヒントをつかんだ。ほどなくして、アパートの管理人が容疑者として逮捕されるも、モーブレーは彼が犯人であるとは信じず、実際彼が逮捕された後も同様の事件が発生した。
それから、モーブレーは自分が担当しているテレビのニュース番組から、犯人が女性嫌いであることに気づき、犯人をおびき寄せるため、新聞に自分がナンシーと婚約したことを載せ、カウフマン刑事にはナンシーの護衛を依頼した。これを不快に思ったラヴィングは愛人である女性記者ミルドレッドにモーブレーを誘惑させ、ナンシーとのデートをすっぽかせる。
その後、犯人はナンシーのアパートを訪れるが、危険を感じたナンシーはなかなかドアを開けなかった。犯人はクライッツァーに会いにアパートを訪れた来た社長夫人ドロシーにターゲットを切り替えるも、今度は抵抗されたため、アパートを飛び出したところで、駆け付けたモーブレーとカウフマン刑事に見つかってしまい、逮捕される。

## キャスト
| 役名                     | 俳優                       | 日本語吹替                                 |
| 役名                     | 俳優                       | フジテレビ版                               |
| ------------------------ | -------------------------- | ------------------------------------------ |
| エド・モーブレー         | ダナ・アンドリュース       | 岡部政明                                   |
| ドロシー・ケイン         | ロンダ・フレミング         | 此島愛子                                   |
| マーク・ラビング         | ジョージ・サンダース       | 吉沢久嘉                                   |
| バート・カウフマン       | ハワード・ダフ             | 樋口功                                     |
| ジョン・デイ・グリフィス | トーマス・ミッチェル       | 金井大                                     |
| ウォルター・カイン       | ヴィンセント・プライス     | 家弓家正                                   |
| ナンシー・リゲット       | サリー・フォレスト         | 瀬能礼子                                   |
| ロバート・マナーズ       | ジョン・ドリュー・バリモア | 西川幾雄                                   |
| ハリー・クライッツァー   | ジェームズ・クレイグ       | 水島晋                                     |
| ミルドレッド・ドナー     | アイダ・ルピノ             | 森川久美子                                 |
| 老カイン                 | ロバート・ワーウィック     | 松村彦次郎                                 |
| ジェラルド・ミード       | ラルフ・ピーターズ         | 寺田彦右                                   |
| ジュディス・フェルトン   | サンドラ・ホワイト         | 山本圭子                                   |
| 床屋                     |                            | 国坂伸                                     |
| トーマス                 |                            | 納谷六朗                                   |
| ママ                     |                            | 高村昌子                                   |
| 日本語版スタッフ         |                            |                                            |
| 演出                     | 演出                       | 斯波重治                                   |
| 翻訳                     | 翻訳                       | 榎あきら                                   |
| 効果                     | 効果                       | 南部満治                                   |
| 調整                     | 調整                       | 二宮毅                                     |
| 制作                     | 制作                       | オムニバスプロモーション                   |
| 初回放送                 | 初回放送                   | 1967年7月7日 『テレビ名画座』 正味87分29秒 |